# Удмуртський Лоллез
Удмуртський Лолле́з (Удмурт-Лоллез; рос. Удмуртский Лоллез, Удмурт-Лоллез) — присілок у складі Увинського району Удмуртії, Росія.

## Населення
Населення — 20 осіб (2010; 25 в 2002).
Національний склад станом на 2002 рік:
- удмурти — 92 %

## Урбаноніми[3]
- вулиці — Дачна